# Анак-Букум
Анак-Букум (малайск. Pulau Anak Bukom) — маленький естественный остров, находящийся в составе города-государства Сингапур. Расположен между островами Букум и Букум-Кечил. Название переводится с малайского как «дитя Букума», так как остров расположен рядом с островом Букум и является довольно маленьким, около 2 гектаров. Расположен к юго-западу от главного острова.